# Cryptophagus maximus
Cryptophagus maximus là một loài bọ cánh cứng trong họ Cryptophagidae. Loài này được Blake miêu tả khoa học năm 1928.